# Arcenay
Arcenay est une localité de Lacour-d'Arcenay et une ancienne commune française, située dans le département de la Côte-d'Or et la région Bourgogne-Franche-Comté.

## Histoire
La commune d'Arcenay est rattachée, par décret impérial du 21 janvier 1860, à la commune voisine de Lacour-d'Arcenay

## Administration
| Période                                  | Période | Identité | Étiquette | Qualité |
| ---------------------------------------- | ------- | -------- | --------- | ------- |
|                                          |         |          |           |         |
| Les données manquantes sont à compléter. |         |          |           |         |

## Démographie
| 1793 | 1800 | 1806 | 1821 | 1831 | 1836 | 1841 | 1846 | 1851 |
| ---- | ---- | ---- | ---- | ---- | ---- | ---- | ---- | ---- |
| 107  | 122  | 124  | 107  | lac. | lac. | lac. | lac. | lac. |

| 1856 | - | - | - | - | - | - | - | - |
| ---- | - | - | - | - | - | - | - | - |
| lac. | - | - | - | - | - | - | - | - |

Histogramme

(élaboration graphique par Wikipédia)